# Kościół Matki Bożej Nieustającej Pomocy w Pławinie
Kościół pw. Matki Bożej Nieustającej Pomocy w Pławinie – katolicki kościół filialny znajdujący się w Pławinie (gmina Stare Kurowo), w dolinie Noteci. Należy do parafii Świętych Apostołów Piotra i Pawła w Starym Kurowie.

## Historia
Świątynia została zbudowana dla miejscowych ewangelików w XIX wieku. Jako katolicki został poświęcony 20 czerwca 1946. Remont przeszedł w latach 90. XX wieku. Posiada charakterystyczną, wysoką drewnianą wieżę. Obok kościoła stoi drewniany krzyż ufundowany przez rodziny Pietrzaków i Wawrzaków w 2015.